# احتجاجات بيرو 2022
احتجاجات 2022 في بيرو هي سلسلة من المظاهرات التي حدثت في جميع أنحاء بيرو للتنديد بالتضخم والاحتجاج على حكومة الرئيس بيدرو كاستيلو. وقعت الاحتجاجات وسط ارتفاع التضخم وأسعار الغاز نتيجة العقوبات الدولية ضد روسيا في أعقاب الغزو الروسي لأوكرانيا عام 2022، وقد تلت فشل محاولة عزل الرئيس كاستيلو. قام جيوفاني رافائيل دييز فيليجاس، الزعيم المؤثر لاتحاد نقابات النقل متعدد الوسائط في بيرو (UGTRANM) بتنظيم بعض تلك الاحتجاجات، وكان قد تعاون سابقًا في أواخر عام 2021 مع رجال الأعمال والسياسيين اليمينيين لمعارضة حكومة كاستيلو. وقد طالب دييز فيليجاس بإلغاء القيود المفروضة على نقل الركاب على الحافلات، والعفو عن عمال النقل المتهمين بارتكاب جرائم، وطالب بإجراء مفاوضات بشأن إعفاء رجال الأعمال من الديون المستحقة للحكومة. كما نظم لاحقًا إضرابًا عامًا يهدف إلى شل حركة النقل في بيرو بدءًا من 4 أبريل 2022 مما أدى إلى نقص المنتجات وتوقف النقل وأعمال الشغب والعنف.
ردت حكومة كاستيلو على الاحتجاجات الأولية بإلغاء ضريبة الوقود التي من شأنها خفض التكاليف بنسبة 30٪، لكن شركات الوقود رفضت خفض أسعارها واستمرت الاحتجاجات. وحدثت أعمال شغب واسعة النطاق في 4 أبريل 2022 بعد أن دعا اتحاد نقابات النقل إلى إضراب عام، وأعلن الرئيس كاستيلو حالة الطوارئ لمدة شهر بعد الاستشهاد بتقارير استخبارية عن أعمال عنف مخطط لها، وفُرض حظر تجول طوال اليوم في العاصمة ليما في 5 أبريل. ووفقًا للمرسوم الصادر بذلك فإنه يُسمح للجيش بتعليق بعض الحقوق الدستورية مثل حرية التنقل والتجمع ومساعدة الشرطة في حفظ النظام الداخلي. ووقعت أعمال الشغب في جميع أنحاء البلاد في 5 أبريل، حيث تظاهر الآلاف في ليما وحاولوا اقتحام القصر التشريعي خلال اجتماع كاستيلو مع مجلس الشيوخ. وحدث نهب لمكاتب المحكمة العليا.

## خلفية

### جائحة كوفيد -19 في بيرو
نتيجة للركود الاقتصادي خلال جائحة فيروس كورونا في بيرو، سقط ما بين عشرة وعشرين بالمائة من سكان بيرو تحت خط الفقر في عام 2020، وذلك بعد عَقد من محاولات الحد من الفقر في البلاد، وأدى إلى معدل فقر بنسبة 30.1٪ في ذلك العام.  ووفقًا لمعهد الاقتصاد وتطوير الأعمال (IEDEP) التابع لغرفة التجارة في ليما، فقد تقلصت الطبقة المتوسطة في البلاد بمقدار النصف تقريبًا من 43.6٪ في عام 2019 إلى 24٪ في عام 2020 بسبب للأزمة. وفي أعقاب التداعيات الاقتصادية العالمية الناتجة عن العقوبات الدولية ضد روسيا بسبب الغزو الروسي لأوكرانيا بداية من فبراير 2022، ارتفع التضخم في بيرو بشكل حاد. وبحلول أبريل 2022، ارتفع معدل التضخم في بيرو إلى أعلى مستوى له منذ 26 عامًا، مما خلق صعوبات أكبر للسكان الذين يعانون من الفقر مؤخرًا.

### إخوة بيسكو
وفقًا لكونفوكا Convoca، التقى زعيم اتحاد نقابات النقل متعدد الوسائط (UGTRANM) جيوفاني رافائيل دييز فيليجاس مع الرئيس كاستيلو في أغسطس 2021 نيابة عن منظمة National Society of Industries (SNI) [sociedad nacional de industrias (perú)]، وهي منظمة لأرباب العمل في مجال التصنيع. ونظرًا للقوة التي يتمتع بها دييز فيليجاس داخل بيرو، فقد وصفته صحيفة إل كوميرشيو El Comercio بأنه «وزير موازٍ» في وزارة النقل والاتصالات (MTC)، حيث كتبت الصحيفة أن «لديه سلطة اتخاذ القرار على اللوائح التي نشرتها وزارة النقل». وفي سبتمبر 2021، بدأ قادة منظمة SNI واتحاد النقابات UGTRANM والقادة السياسيون ورجال الأعمال الآخرون في الاجتماع باسم «إخوة بيسكو Brotherhood of Pisco» وخططوا لإجراءات مختلفة، بما في ذلك تمويل إضرابات النقل من أجل زعزعة استقرار حكومة كاستيلو والحث على إقالته. ونشر موقع El Foco في أكتوبر 2021 تسجيلات تكشف عن دردشة جماعية مسربة على واتساب قام فيها Bruno Alecchi من لجنة النقل الدائمة التابعة لمنظمة SNI بإعادة توجيه رسائل من زعيم اتحاد النقابات UGTRANM دييز فيليجاس حول إضراب النقل الذي جرى تنظيمه في 8 نوفمبر 2021 وتبادل الأفكار حول الدعم، مع ذكر رئيس SNI ونائب رئيس بيرو السابق في عهد ألبرتو فوجيموري، ريكاردو ماركيز فلوريس، في الدردشة. كان المخططون يناقشون أيضًا مقترحات لدفع تكاليف الاحتجاجات وشراء وسائل الإعلام لدعم جهودهم لإزالة كاستيلو من منصبه. أفادت El Foco أنهم اكتشفوا أن واحدة من داعمي فوجيموري تُدعى Vanya Thais قد أنشأت منصة إعلامية باسم "Freedom Project" وكانت أيضًا على اتصال بالمجموعة بعد أن خططوا لتمويل مشروعها. وبعد تسريب الرسائل، أظهرت تسريبات أخرى أن أعضاء الدردشة الجماعية قد طلبوا مغادرة المجموعة بسبب المراقبة الإعلامية. أصدرت منظمة SNI في وقت لاحق بيانًا مفاده أن الآراء الشخصية للأفراد في المنظمة لا تمثل الكيان ككل.

### اقتراحات الإقالة
كان كاستيلو خلال فترة ولايته قد اختار بعض الأفراد المثيرين للجدل للخدمة في حكومته ومجلس وزرائه، وكان بعض المسؤولين غير المؤهلين لشغل مناصبهم - بشكل رئيسي من حزب بيرو الحرة الذي ينتمي إليه - بينما يُزعم تورط آخرين في الفساد.
بعد أربعة أشهر من ولاية كاستيلو، أعلنت منافسته الرئاسية السابقة كيكو فوجيموري في 19 نوفمبر 2021 أن حزبها سيمضي قُدماً في إجراءات عزل كاستيلو، بحجة أن كاستيلو «غير لائق أخلاقياً لتولي المنصب». وبعد وقت قصير، نشأ الجدل عندما ذكرت الصحف أن كاستيلو التقى بأفراد في مقر حملته السابقة في برينا دون وجود سِجل عام، وذلك يُعد انتهاكًا محتملًا لمجموعة معقدة من لوائح الشفافية التي صدرت مؤخرًا. وقد رد كاستيلو على التهديد بالإقالة قائلاً «لست قلقاً بشأن الضجة السياسية لأن الناس اختاروني، وليس المافيا أو الفاسدين». ولم تحدث إجراءات الإقالة، حيث صوَّت 76 عضوًا في مجلس الشيوخ ضد الإجراءات، مقابل 46 صوتًا لصالحها وامتنع 4 عن التصويت، بذلك لم يتحقق شرط الحصول على 52 صوتًا مؤيدًا. قدَّم حزب بيرو الحرة الدعم لكاستيلو من خلال عملية التصويت، ووصف التصويت بأنه محاولة انقلاب يمينية. وقد رد كاستيلو على التصويت قائلاً: «أيها الإخوة والأخوات، دعونا ننهي الأزمات السياسية ونعمل معًا لتحقيق بيرو عادلة وداعمة».
في فبراير 2022، ذكر تقرير أن مجموعة من مؤيدي فوجيموري والسياسيين المقربين من كيكو فوجيموري نظموا اجتماعًا في فندق كاسا أندينا في ليما بمساعدة المجموعة الليبرالية الألمانية مؤسسة فريدريش ناومان، وكان من الحاضرين رئيسة مجلس الشيوخ ماريكارمن ألفا لمناقشة خطط عزل الرئيس كاستيلو من منصبه. كانت رئيسة الكونجرس ماريكارمن ألفا قد أبدت بالفعل استعدادها لتولي رئاسة بيرو إذا أُزيح كاستيلو من المنصب، وكشفت دردشة مجموعة تليجرام مسربة لمجلس إدارة الكونجرس التي تترأسها عن خطط منسقة للإطاحة بكاستيلو. بدأت إجراءات محاولة ثانية لعزل كاستيلو بدعوى الفساد في مارس 2022 حيث انخفض دعم كاستيلو إلى 24 ٪. ففي 28 مارس 2022، مَثَلَ كاستيلو أمام الكونجرس ووصف المزاعم بأنها لا أساس لها من الصحة ودعا المُشرعين إلى «التصويت لصالح الديمقراطية» و«ضد عدم الاستقرار»، حيث صوت 55 عضوًا لصالح الإقالة، و54 صوتًا ضد الإقالة، وامتنع 19 عن التصويت، وبذلك لم تصل الأصوات إلى 87 صوتًا اللازمة لمساءلة كاستيلو. وفي الوقت نفسه، أعلن زعيم اتحاد النقابات UGTRANM دييز فيليجاس - الذي ورد سابقًا أنه متورط مع إخوة بيسكو لإزاحة كاستيلو من منصبه - عن بدء إضرابات النقل في بيرو.

## التسلسل الزمني

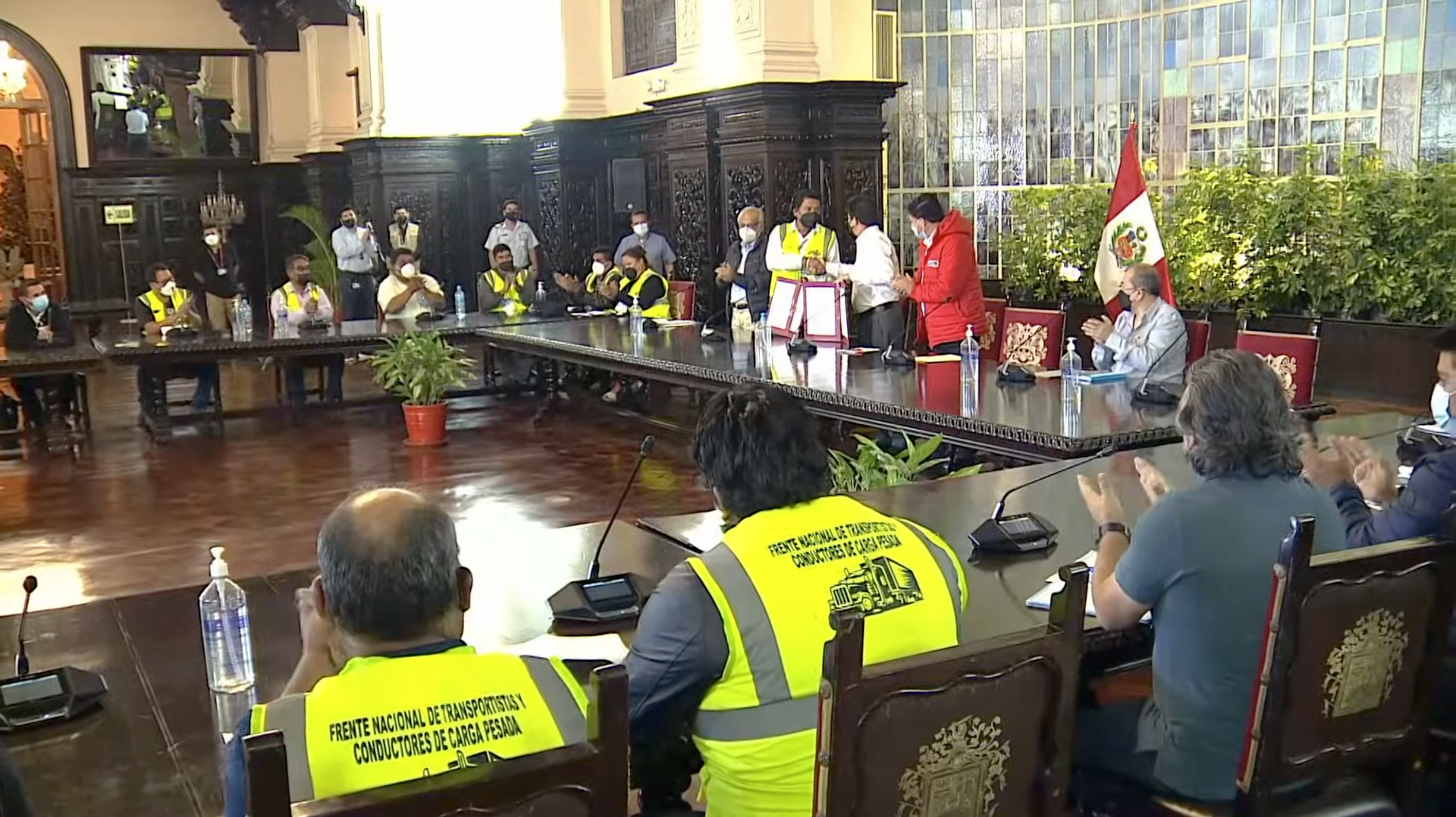
الرئيس بيدرو كاستيلو بعد توقيع اتفاقية مع الجبهة الوطنية للناقلات وسائقي الشحن الثقيل في 3 أبريل 2022.

ظهرت آثار التضخم في زيادة أسعار السلع الأساسية إلى جانب زيادة أسعار الأسمدة والوقود نتيجة العقوبات الغربية على روسيا، مما أدى إلى غضب سكان الريف في بيرو، وتحوُلِهم من موقفهم الداعم لكاستيلو إلى الاحتجاج على حكومته. ونظرًا لأن بيرو تعتمد على استيراد المنتجات النفطية أكثر من الدول الأخرى في المنطقة، كان للعقوبات والزيادات اللاحقة في الأسعار تأثيرًا أكبر. بدأت عمليات الاحتجاج الأولى في 28 مارس 2022، وهو يوم فشل محاولة محاكمة الرئيس كاستيلو. وقد حدد الاتحاد العام لعمال النقل UGTRANM المطالب التي تشمل إزالة القيود المفروضة على الركاب في الحافلات، والعفو عن عمال النقل المتهمين بارتكاب جرائم، وبدء المفاوضات بشأن ديون رجال أعمال النقل للحكومة. وصرح كاستيلو في 31 مارس أن الاحتجاجات نظمها «القادة المأجورون» و«سيئو النية»، على الرغم من أنه اعتذر لاحقًا مع التأكيد على أن بعض المظاهرات «ربما تكون قد اختُرقت».
في 1 أبريل 2022، بدأ المتظاهرون في جونين أعمال الشغب ونهب المتاجر وأجهزة الصراف الآلي والصيدليات، حيث أعلنت السلطات عن اعتقال 10 خلال أعمال الشغب. وفي الوقت نفسه، سافر ممثلو حكومة كاستيلو عبر البلاد للتفاوض مع ممثلي الاتحاد العام للنقل UGTRANM. طالب قادة الاتحاد إدارة كاستيلو بتخفيض أسعار الوقود بالرغم من أن الحكومة قد أنشأت بالفعل صندوق استقرار أسعار الوقود وفقًا للخبير الاقتصادي خورخي جونزاليس إيزكويردو من أجل منع ارتفاع أسعار وقود الديزل. ألغت الحكومة ضريبة الوقود التي أضافت حوالي 30٪ إلى الأسعار، رغم رفض محطات الوقود خفض أسعارها. أعلن دييز فيليجاس من اتحاد النقل UGTRANM في 2 أبريل عن إضراب وطني عام في 4 أبريل.
أسفرت أعمال شغب قوية في وانكاشو في 3 أبريل عن مقتل أربعة أشخاص؛ حيث توفي اثنان من حوادث المرور، وتوفي مدرس بعد عدم تمكنه من تلقي علاج غسيل الكلى، وغرق قاصر أثناء فراره من الاشتباكات في الشوارع. استجاب الرئيس كاستيلو للأزمة بالإعلان في 3 أبريل عن زيادة بنسبة 10٪ في الحد الأدنى للأجور وزيادة خفض ضرائب الوقود. ومع ذلك، كان لهذه الخطوة تأثيرًا ضئيلًا على عمال النقل الذين يعملون غالبًا في الاقتصاد غير الرسمي الضخم في بيرو بنسبة 70٪ تقريبًا. اقترح كاستيلو أيضًا إزالة ضريبة المبيعات العامة، على الرغم من أن هذا يستلزم أن يوافق عليه الكونجرس.
بدأ الإضراب الوطني العام الذي نظمه دييز فيليجاس في 4 أبريل 2022، حيث قام سائقو الحافلات بإغلاق الطرق في جميع أنحاء البلاد لمنع النقل على الرغم من الاتفاقات المبرمة مع حكومة كاستيلو في 3 أبريل. أُبلغ عن توقف النقل في مقاطعات أمازوناس وإيكا وليما وبيورا وسان مارتين وأوكايالي. أُبلغ عن نهب المتاجر في مقاطعة إيكا، بينما أحرق المتظاهرون أكشاك الرسوم على طريق عموم أمريكا السريع. توفي شخص في سيارة إسعاف اعترضها المتظاهرون في ليما، بينما اشتبك المتظاهرون في سان خوان دي لوريجانشو مع الشرطة وعمال النقل الذين لم يمتثلوا للإضراب العام. ردت الشرطة الوطنية على إغلاق الطريق السريع المركزي في منطقة باتشاكماك، فأطلقت الغاز المسيل للدموع على 250 متظاهراً اشتبكوا مع الشرطة. ردت حكومة كاستيلو على العنف بنشر القوات المسلحة، حيث نُشرت 95 دورية من الجيش في المناطق المتضررة بشدة. وفي وقت متأخر من الليل، أعلن الرئيس كاستيلو حالة الطوارئ وفرض حظر تجول كامل في ليما طوال يوم 5 أبريل.
في صبيحة يوم 5 أبريل كان بعض السكان غير مدركين أن كاستيلو قد أعلن عن حظر تجول ليوم كامل، مما تسبب في نزاعات في النقل في العاصمة. وفي الظهيرة، سُمع صوت كصرلآزو (وهي ضوضاء عن طريق ضرب القدور والمقالي وغيرها) مختلف في مناطق مختلفة من ليما للتعبير عن الاحتجاج. وفي المساء، شكل الآلاف من المتظاهرين مسيرات تتحدى الحظر، حيث تجمعوا في ساحة سان مارتن وحاولوا الاقتراب من القصر التشريعي، حيث كان الرئيس كاستيلو يجتمع مع الكونجرس. وطالبت عضو الكونجرس نورما يارو من حزب التجديد الشعبي اليميني المتطرف الضباط بالسماح للمحتجين بالتجمع خارج القصر التشريعي. اقتحم المتظاهرون في وقت لاحق مكاتب المحكمة العليا في بيرو ونهبوا أجهزة الكمبيوتر والأجهزة واللوازم المكتبية، وقامت الشرطة الوطنية بتفريق الحشود بالغاز المسيل للدموع بعد أن حاولوا إشعال النار في المنشأة. أسفرت اشتباكات عنيفة بين المتظاهرين والشرطة في أمبو عن مقتل شخص متأثرا بجروح في الرأس.
استمرت الاحتجاجات الشديدة في 6 أبريل، مع وقوع اشتباكات في جميع أنحاء مقاطعة إيكا وتقارير عن مقتل شخص وإصابة 11 آخرين أثناء التظاهر على الطريق السريع بالقرب من منطقة سالاس في الصباح. وقُتل اثنان آخران في منطقة سان خوان باوتيستا. خلال أعمال الشغب العنيفة في إيكا، تعرض الصحفيون والشرطة لهجوم من قبل المتظاهرين بينما جرى اختطاف ضابطي شرطة. صرح دييز فيليجاس، زعيم الاتحاد العام، أنه في اليومين الماضيين من الاحتجاجات، «لن تقدم خدمات النقل العام، والسياحة، وسيارات الأجرة، وحتى خدمات الأجرة للدراجات البخارية، أية خدمات للمواطنين» وأن 140 ألف عامل نقل شاركوا في الإضراب لشل حركة ليما. وقال دييز فيلغاس إن مثل هذه الإجراءات اتخذت ضد كاستيلو بعد أن أثار الرئيس مزاعم بأن أولئك الذين نظموا الاحتجاجات لديهم نوايا سيئة. تجمع أنصار كاستيلو في بلازا سان مارتين في ليما للاحتجاج على الكونجرس.
سافر الرئيس كاستيلو إلى وانكاشو في 7 أبريل لحضور مجلس الوزراء اللامركزي في وانكا كوليسيوم، وقد نُشر 3000 ضابط شرطة لتأمين المنطقة. وصرح كاستيلو في الاجتماع بأنه «في بيرو، يجب أن تكون حرية الاحتجاج والتظاهر حقيقة ولا يجب أبدًا اضطهاد زعيم». ناقش ممثلو مجموعات الزراعة والنقل أمورًا مع كاستيلو مع ملاحظة العراقيل التي قام بها الكونجرس ضد الرئيس، حيث قال خايمي إستيبان أكينو زعيم وعمدة سابق لمنطقة أكولا، «إذا لم يفهموا، فإن الشعب سيُناضل ضد أعضاء الكونجرس.... لقد استمع المدير التنفيذي بالفعل لمطالبنا... إذا استقال الرئيس والوزراء، فسيغادر الجميع». ذكر رئيس الوزراء أنيبال توريس في الاجتماع ادعاءً حول تحسين البنية التحتية الذي يمكن أن تشهده بيرو، قائلاً إن ألمانيا كانت مماثلة لبيرو حتى قام أدولف هتلر بتحسين إنتاجيتها من خلال بناء الطريق السريع. ووقعت احتجاجات مؤيدة ومعارضة لكاستيلو خارج وانكا كوليسيوم خلال الاجتماع. سار أعضاء CGTP وSUTEP في ليما إلى القصر التشريعي لدعم كاستيلو وطالبوا الكونجرس بوقف العراقيل، وتنظيم جمعية تأسيسية لصياغة دستور جديد لبيرو، وإذا لم تجري مثل هذه التغييرات، يُحل هذا الكونجرس.

## ردود الفعل

### محليًا
وفقًا للمدير العام للمجلس الوطني للنقل (CNT)، مارتين أوجيدا، فإن تصرفات عمال النقل الذين أغلقوا الطرق كانت غير قانونية وتشبه الابتزاز، حيث قال أوجيدا «ما يتعين على الحكومة تطبيقه، مع مكتب المدعي العام ووزارة الداخلية، المادة 200 من قانون العقوبات». أوضح أوجيدا أن مجموعات النقل لديها الحق في الإضراب بالامتناع عن القيادة، لكن إغلاق الطرق في جميع أنحاء البلاد كان عملاً إجرامياً.
انتقد السياسيون المعارضون وجماعات حقوق الإنسان حظر التجول الذي فرضته حكومة كاستيلو في 5 أبريل. وانتقدت فيرونيكا ميندوزا، زعيمة حزب «معًا من أجل بيرو» اليساري، حظر التجول قائلة: «إن الحكومة لم تخن فقط وعود التغيير التي اختارها الشعب من أجلها، ولكنها تكرر الآن الأسلوب اليميني المتمثل في» حل النزاع«بتجاهل أولئك الذين يعبئون للتعبير عن عدم ارتياحهم المشروع للوضع الاقتصادي والسياسي وقمع وتجريم وتقييد الحقوق». قام الرئيس السابق من اليمين المتطرف مانويل ميرينو، الذي تولى الرئاسة لفترة وجيزة بعد عزل فيزكارا باستجوب سياسيين مثل فرانسيسكو ساغاستي وميرثا فاسكيز وخوليو غوزمان وألبرتو دي بيلاوندي وجينو كوستا وفيرونيكا ميندوزا وسيغريد بازان الذين ظلوا صامتين مع وجود حالات وفاة في الاحتجاجات، على عكس ما جرى حين وفاة براين بينتادو وإنتي سوتيلو في فترة إدارتهم القصيرة عام 2020.

### دوليًا
أصدرت مجموعة دول أمريكا اللاتينية ومنطقة البحر الكاريبي (CELAC) بيانًا أعربت فيه عن «القلق والأسف» بشأن الاحتجاجات والوفيات، وحثت على احترام «النظام الديمقراطي».